# Свен фон Щайнберг
Свен фон Щайнберг (на немски: Swen von Steinberg; † 31 декември 1575) е благородник от стария род Щайнберг от Хилдесхайм в Долна Саксония.
Той е син на Буркхард фон Щайнберг († 1522, Левенборг) и съпругата му Августа фон Ханщайн, дъщеря на фон Ханщайн и на фон Боденхаузен. Потомък е на Хайнрих фон Щайнберг († сл. 959), синът на Хинрих фон Пирмаонт († сл. 831). Сестра му Хилда се омъжва за Лудолф фон Нете.
Родът фон Щайнберг изчезва през 1911 г. по мъжка линия.

## Фамилия
Свен фон Щайнберг се жени за Анна фон дер Асебург († 5 март 1555), дъщеря на Якоб III фон дер Асебург († сл. 1507) и Еулалия (Олека) фон Вестфален († 1511). Те имат две деца:
- Мария фон Щайнберг († 1604), омъжена за Франц Якоб фон Крам († ок. 1591), съветник на херцог Юлиус фон Брауншвайг
- Якоб фон Щайнберг (* 1536; † 9 декември 1592), женен на 26 април 1580 г. за Мета фон Вризберг († 1631), дъщеря на Ернст фон Вризберг и Катарина фон Ребок; имат син и две дъщери